# Luftballongen

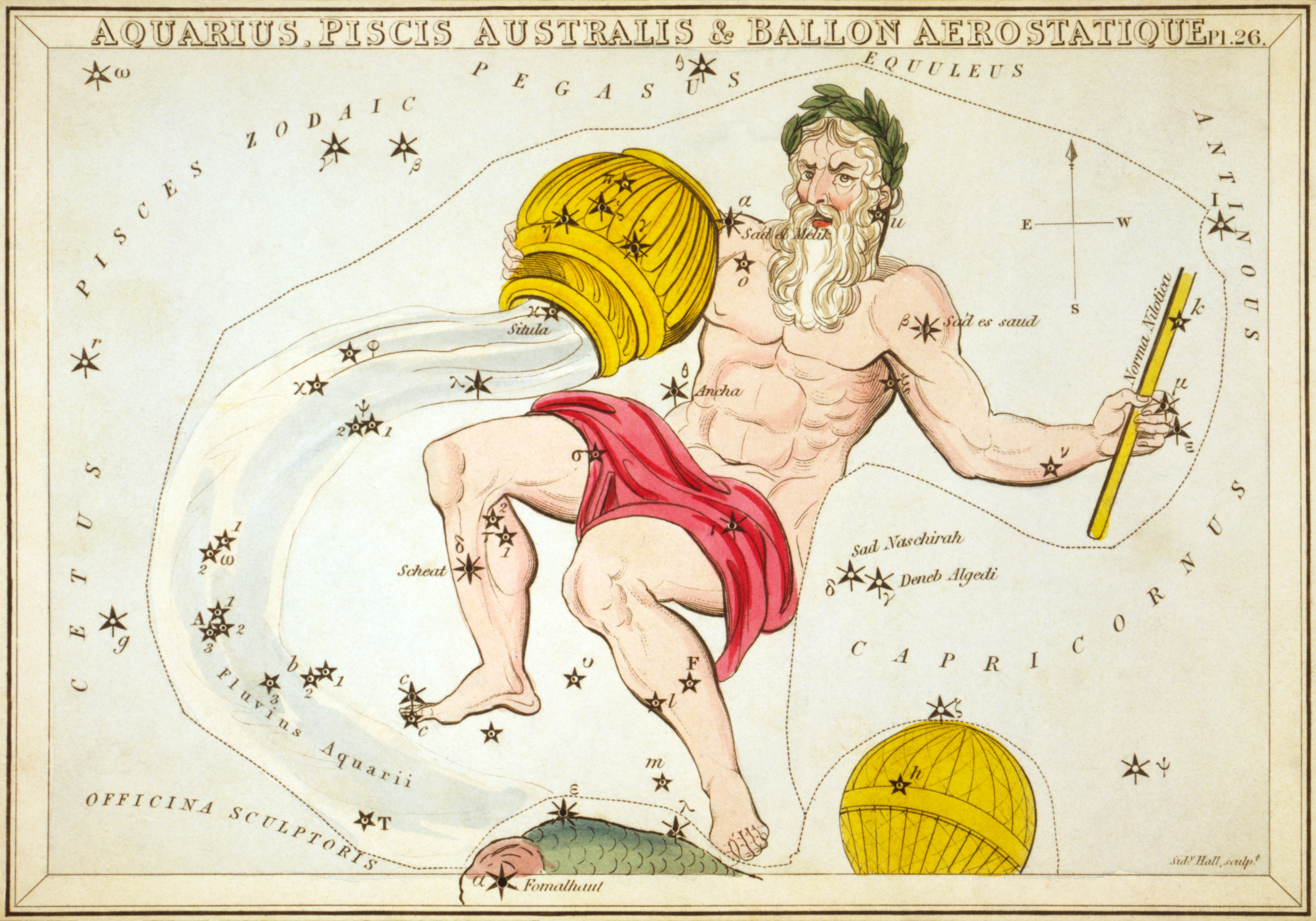
Luftballongen och Södra fisken nertill I bild, ovanför ses Vattumannen.

Luftballongen (Globus Aerostaticus på latin var en liten, svag stjärnbild på ekliptikan, söder om Vattumannen.
Den föreslogs av den franske astronomen Jerome Lalande 1798, för att ära bröderna Montgolfier och deras på den tiden revolutionerande uppfinning varmluftsballongen. Den avbildades i Johann Elert Bodes monumentalverk Uranographia, sive Astrorum Descriptio viginti tabulis aeneis incisa … (1801) men föll sedan i glömska.

## Stjärnor
Luftballongen var en stjärnbild utan starkare stjärnor. Stjärnorna tillhör numera Södra fisken i den moderna stjärnbild som erkänns av den Internationella Astronomiska Unionen. Några av stjärnorna som ingick i stjärnbilden var:
- Eta Piscis Austrini, med magnitud 5,62.[5]
- 8 Piscis Austrini, med magnitud 5,74.[6]